# Modelagentur
Eine Modelagentur vermittelt als Dienstleister zwischen Models und deren Kunden (z. B. Fotografen, Werbeagenturen, Verlage, Modedesigner), wobei sogenannte Modelscouts neue Models zu entdecken versuchen und Booker Kundenanfragen bedienen sowie Termine mit den Models koordinieren, und wieder andere Mitarbeiter u. a. für die Werbung, die Öffentlichkeitsarbeit sowie Vertragsabschlüsse für die Models zuständig sind.

## Organisation
Modelagenturen arbeiten in der Regel mit freischaffenden Models zusammen und haben nach abgeschlossenem Vertrag über die Betreuung eines Models Anspruch auf Provision, sofern die Vermittlung erfolgreich war.
Bei einer Exklusivvertretung (im Einvernehmen) zwischen Agentur und Model liegt die Annahme zugrunde, dass über eine Exklusivität höhere Preise erzielt werden können. Eine exklusive Vertretung von Models ist in Deutschland rechtlich nicht zulässig.
Provisionen von mehr als 18 Prozent sind in Deutschland ebenfalls rechtlich unzulässig, da § 2 Abs. 2 der Vermittler-Vergütungsverordnung eine entsprechende Höchstgrenze festlegt. Laut § 301 des Dritten Buches Sozialgesetzbuch – Arbeitsförderung ist es gesetzlich verboten, bei der Vermittlung von Künstlern in ein Arbeitsverhältnis mehr als 18 % Provision (bei der Vermittlung in ein Arbeitsverhältnis bis sieben Tage), bzw. 14 % (bei der Vermittlung mit einer Dauer von mehr als zwölf Monaten) jeweils einschließlich der auf sie entfallenden Umsatzsteuer abzuführen.
Das gilt auch, wenn laut Gesetz ein Vermittler bei der Vermittlung mit einem anderen zusammenarbeitet. Viele Modelagenturen erweitern die Agenturprovision mit einer Verwaltungsgebühr um die rechtliche maximale Obergrenze der Vermittlungsprovision zu überschreiten.
Eine klassische Modelagentur baut ihren Schützling auf und bietet dem jungen Model die Gelegenheit, sich zu entwickeln. Für die Entwicklung eines Newcomer-Models („New Face“) wird auch kein Geld verlangt bzw. werden die Auslagen vorfinanziert. Die hier getätigten Investitionen werden bei erfolgreichen zukünftigen Vermittlungen über das Modelhonorar abgerechnet. Die Problematik, die daraus entsteht, ist, dass es sehr viele unseriöse Agenturen gibt, die den jungen Newcomern Versprechungen machen, die nicht eingehalten werden können. Die Models werden dabei vertraglich zur Vorfinanzierung von beispielsweise Sedcard-Bildern oder Verwaltungsgebühren verpflichtet; eine Vermittlung kommt jedoch nur in den wenigsten Fällen zustande.

## Arten von Agenturen
Bei menschliches Modellen wird zwischen zwei Arten von Modelagenturen unterschieden:
Modelagentur oder „Beauty-Agentur“
Diese klassischen Agenturen vermitteln Models, die im weitesten Sinne dem Schönheitsideal der jeweiligen Zeit entsprechen.
Character- oder People-Agentur
Diese Agenturen vermitteln Personen, die sich gerade durch ihr Aussehen entgegen dem gebräuchlichen Schönheitsideal hervortun und damit bestimmte Gruppen repräsentieren (Plus-Size-Models, „ugly models“, Tattoo-Models etc.).
Außerdem gibt es noch
Agenturen für Tierdarsteller
Auf Tiere spezialisierte Agenturen bieten in der Regel nach Tierarten sortierte Kataloge für die Auswahl von Tierdarstellern für den Einsatz bei Film- und Fernsehproduktionen oder Werbung.

## Deutschland
In Deutschland hat sich eine Reihe von Agenturen in dem Branchenverband VELMA organisiert.
Weitere große Agenturen haben ihren Sitz in Berlin, München, Düsseldorf und Hamburg. Auch Agenturen in Wien und Zürich haben deutsche Models unter Vertrag, ebenso wie große internationale Agenturen.